# Mariko Okamoto
Mariko Okamoto (jap. 岡本 眞理子 Okamoto Mariko; ur. 28 grudnia 1951 w prefekturze Osaka) – japońska siatkarka. Dwukrotna medalistka olimpijska.
Mierząca 173 cm wzrostu zawodniczka znajdowała się w składzie srebrnych medalistek olimpijskich w Monachium. W 1976 w Montrealu znalazła się wśród triumfatorek olimpiady. Była złotą medalistką mistrzostw świata (1974).